# 滕州東駅
滕州東駅 (中国語:滕州东站、英語Tengzhou East Railway Station) は、中国の山東省棗荘市滕州市にある京滬高速鉄道の駅である。

## 所属路線
- 中国国鉄
  - 京滬高速鉄道：北京南駅より589km、上海虹橋駅まで713km

## 駅構造
島式ホーム2面4線の駅である。

## 歴史
- 2011年6月30日 - 京滬高速鉄道が開業

## 隣の駅
中国国鉄
京滬高速鉄道
曲阜東駅 - 滕州東駅 - 棗荘駅